# Four World Trade Center
El Four World Trade Center (o conocido por la dirección de su calle, 150 Greenwich Street) es un rascacielos que forma parte del nuevo complejo del World Trade Center en la Ciudad de Nueva York. El edificio de oficinas está en el lado este de la calle Greenwich, a través de la calle se encuentra el sitio donde estuvieron las torres gemelas que fueron destruidas durante los ataques del 11 de septiembre de 2001. El arquitecto Fumihiko Maki se le otorgó el contrato para diseñar el edificio, que tiene 978 pies (298 m) de altura. El área total del edificio es de 1,8 millones de pies cuadrados (167 000 metros cuadrados) de uso para oficina y comercial. La colocación de la primera piedra fue en enero de 2008, y finalmente se inauguró el 13 de noviembre de 2013. El ingeniero estructural es Leslie E. Robertson Associates, New York City.

## Edificio original (1977-2001)
El original 4 World Trade Center fue un edificio de oficinas de 9 pisos de alto en la esquina sureste del complejo verdadero en el Bajo Manhattan de Nueva York. Los principales inquilinos del edificio eran Deutsche Bank (piso 4, 5 y 6) y la Cámara de Comercio de Nueva York (pisos 7, 8 y 9). El lado del edificio que daba la cara a la "Liberty Street" daba la entrada al Centro Comercial del World Trade Center en el Lobby del WTC. Sufrió daños en la base como consecuencia de los ataques del 11 de septiembre de 2001 y finalmente tuvo que ser demolido. El World Trade Center 4 fue la sede de cinco casas de bolsas en lo que fuera en su momento el mayor centro de negocios del mundo (mostrado en la película de Eddie Murphy, Trading Places). El nuevo World Trade Center 4 y el World Trade Center 3 estarán construidos donde se erguía el World Trade Center 4.

### Inquilinos
| Piso # | Compañías                                                                         |
| ------ | --------------------------------------------------------------------------------- |
| 9      | Cámara de Comercio de Nueva York                                                  |
| 8      | Cámara de Comercio de Nueva York                                                  |
| 7      | Cámara de Comercio de Nueva York, Gelderman, Inc., Overseas-Chinese Banking Corp. |
| 6      | Deutsche Bank                                                                     |
| 5      | Deutsche Bank, Green Coffee Association                                           |
| 4      | Deutsche Bank                                                                     |
| 3      |                                                                                   |
| 2      | -                                                                                 |
| L      | Restaurant y Bar de Tony Gemelli                                                  |
| C      | El Centro Comercial del World Trade Center                                        |

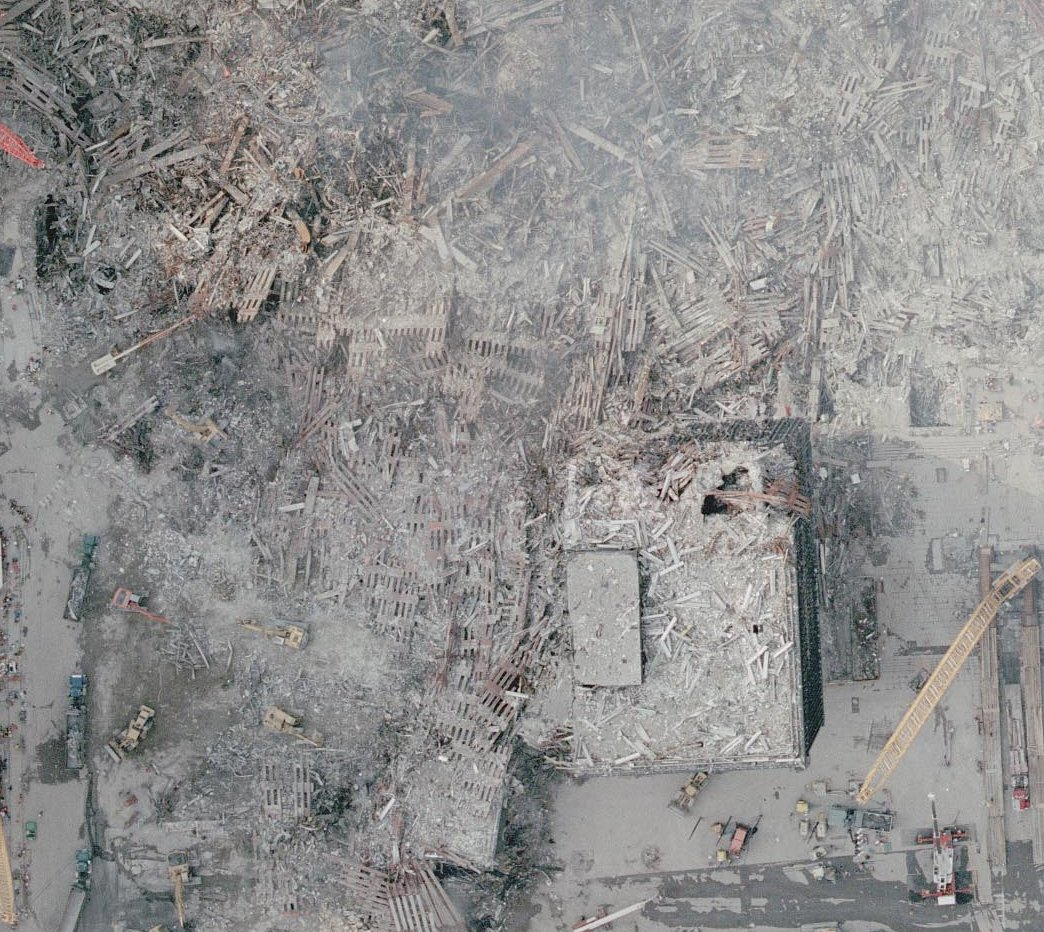
Imagen aérea de NOAA del World Trade Center días después de los ataques. El Norte está aproximadamente en la esquina superior derecha de la imagen.

Sitio original del complejo del World Trade Center

## Nuevo edificio
La Autoridad Portuaria de Nueva York y Nueva Jersey (APNYNJ) planea arrendar aproximadamente 600 766 pies cuadrados (55 700 metros cuadrados) en 150 Greenwich para su nueva sede, APNYNJ tuvo sus oficinas en el World Trade Center 1, antes de ser destruido. La Autoridad Portuaria firmó un contrato de arrendamiento de 30 años. El edificio dedicará el espacio de los niveles bajos para negocios minoristas.